# Újszegedi Sportcsarnok
A Városi Sportcsarnok (más néven Újszegedi Sportcsarnok) egy szegedi, nemzetközi sportesemények és kulturális rendezvények megrendezésére is alkalmas sportcsarnok.

## Története
A II. világháború utáni években Szeged sportlétesítményekben az ország legszegényebb városává vált. A város sportigényeit a korábban meglévő intézmények (újszegedi uszoda, Rókusi Tornacsarnok) egyre nehezebben tudták kielégíteni. Az első ötéves terv egyik célja a korábbi létesítmények korszerűsítése mellett egy fedett uszoda építése volt, melynek átadását 1950-re tervezték. A tervező Dávid Károly egyetlen ív lendülete alá tervezte meg az uszoda épületét. A sportuszoda építése 1966-1967-ben vette kezdetét. Azonban tervezési és talajproblémák (a tartópillérek süllyedése) miatt a medencéket feltöltötték és a helyére egy 1200 fő befogadására képes küzdőtér létesült. Az elkészült sportcsarnokot végül 1974 november 7-én adták át, egy ifjúsági kézilabdatorna keretén belül.
1974 és 2021 között a Pick Szeged kézilabdacsapat sportlétesítménye volt. 1977-ben itt szerezte meg a csapat a Magyar Népköztársaság kupát, majd pár hónap múlva, november 10-én a Kupagyőztesek Európa Kupájában az FC Barcelonát búcsúztatta első nemzetközi kupamérkőzésén. Jelenleg az SZTE kosárlabda, a SZEDEÁK női és férfi csapatai játszanak mérkőzéseket. 
A csarnokban kezdte meg működését a városi televízió. Az alsó szinten a stúdiók, az udvaron a szerkesztőségek üzemeltek. A második szinten pedig turistaszálló működött. A sportesemények mellett politikai gyűléseket (mint az MSZP 1989. október 21-ei Politikai fesztiválja), koncerteket és cirkuszi előadásokat is tartottak. Valamint 19 éven át itt rendezték meg a Szőke Tisza Nemzetközi Táncversenyt. 
2001-2002 során az épület egy felújításon esett át. A két oldalfalat elbontották és a nézőteret bővítették. A második emeleten a Pick Szeged öltözői, egészségügyi szobái, addig az alsóbb szinten a küzdősportolók öltözői épültek. Valamint korszerűsítették a fűtésberendezést is.

## Megközelítése
- Az 5-ös trolibusszal a Torontál térig, onnan 950 méter gyalogosan
- A 72-es busszal a Sportcsarnok (Székely sor) megállóig.